# إيدي راما
إيدي راما (بالألبانية: Edi Rama)، (ولد في 4 يوليو 1964) هو سياسي ألباني يشغل منصب رئيس وزراء ألبانيا منذ عام 2013، كما يشغل منصب رئيس الحزب الاشتراكي الألباني منذ عام 2005. شغل راما منصب وزير الثقافة والشباب والرياضة بين عامي 1998 و2000، ثم صار عمدة للعاصمة تيرانا بين عامي 2000 و2011. قاد راما تحالفًا للأحزاب الاشتراكية واليسارية نجح في الحصول على أغلبية في انتخابات يونيو 2013 البرلمانية على حساب تكتل المحافظين الذي كان يقوده رئيس الوزراء السابق صالح بريشا.

## روابط خارجية
- إيدي راما على موقع الموسوعة البريطانية (الإنجليزية)
- إيدي راما على موقع مونزينجر (الألمانية)